# جو مای
جو مای (آلمانی: Joe May؛ ۷ ژانویهٔ ۱۸۸۰ – ۲۹ آوریل ۱۹۵۴) کارگردان فیلم، تهیه‌کننده فیلم و فیلم‌نامه‌نویس اهل اتریش بود.
او یکی از پیشگامان سینمای آلمان محسوب می‌شود.
از فیلم‌ها یا مجموعه‌های تلویزیونی که وی در آن‌ها نقش داشته‌است، می‌توان به آسفالت، مرد نامرئی بازمی‌گردد و خانه هفت شیروانی اشاره نمود.